# Icelozoon
Icelozoon is een mosdiertjesgeslacht uit de familie van de Chaperiidae en de orde Cheilostomatida. De wetenschappelijke naam ervan is in 1982 voor het eerst geldig gepubliceerd door Gordon.

## Soorten
- Icelozoon dichotomum (Kluge, 1914)
- Icelozoon lepralioides (Kluge, 1914)